# Priesen (Meineweh)
Priesen ist ein Ortsteil von Meineweh, einer Gemeinde im Burgenlandkreis (Sachsen-Anhalt).

## Geografie
Priesen liegt im Tal des Maibaches auf einer Höhe von 242 m, etwa einen Kilometer östlich von Meineweh und 16 km südöstlich von Naumburg (Saale).

## Geschichte
Die frühste Erwähnung Priesens findet sich in einer Schenkungsurkunde von 1. August 976. Darin wird bestätigt, dass Kaiser Otto II. an Bischof Hugo von Zeitz unter anderen im Gau Ducharin (Teuchern) die Kirche mit Kirchengut und den Dörfern Weidau, Streckau, Lagnitz und Bresnizani (Priesen) verschenkt. Diese Urkunde liegt heute im Domkapitalarchiv zu Naumburg.
Die Ersterwähnung des Ortes Priesen war in der Geschichtsforschung längere Zeit umstritten. Die in Latein verfasste Schenkungsurkunde gab zumindest in Bezug auf den Abschnitt „Bresnizani, in utroque litore ripäe“ Anlass zu verschiedenen Interpretationen. So schrieb Carl Peter Lepsius in seiner Geschichte der Bischöfe des Hochstifts Naumburg vor der Reformation, wahrscheinlich läge Priesen im Weißenfeldser Kreise, ebenfalls in der Nähe von Teuchern, wiewohl die Bezeichnung, in „utroque littore ripe“ einiges Bedenken errege, da der Rippach, der bei Küstritz nicht eben fern von Priesen entspringt, diesen Ort nicht berührte, sondern mehr nach der entgegengesetzten Seite abfließe.
Felix Rosenfeld zweifelte diese Auslegung in seiner Bearbeitung des Urkundenbuches des Hochstifts Naumburg an. Er schrieb: „Lepsius denkt an Priesen, Kreis Weißenfels, doch ist es nicht sehr wahrscheinlich wegen der Erwähnung der beiden Ufer des Rippachs.“ Offensichtlich lag das Problem in der Übersetzung des Wortes „ripa“. Auch Ernst Eichler und Hans Walther konnten in ihren Untersuchungen zur Ortsnamenkunde und Sprach- und Siedlungsgeschichte des Gebietes zwischen mittlerer Saale und Weißer Elster das Zitat aus der Ottonischen Urkunde nicht eindeutig dem Ort Priesen zuordnen: „Priesen – 976 Bresnizani in utroque litore ripe .... wahrscheinlich dieser oder ein anderer Ort am oberen Maibach, der das kleingeschriebene ripa im Original sicher nicht den Rippach meint.“
Lehrer Karl Henniger aus Meineweh, der 1902 seine Chronik des Kirchspiels Meineweh, Priesen und Quesnitz herausgab, interpretiert den betreffenden Abschnitt aus der Urkunde eindeutig mit „Priesen zu beiden Seiten des Baches“. Außerdem bringt er den Namen des Ortes Priesen mit dem Wort „Birke“ in Verbindung und übersetzt ihn mit „Birkenhang“.
Heimatforscher Anton Röska deutet den Priesener Ortsnamen ähnlich. Nach seiner Auffassung ist das Wort „Bresnizani“, heute Priesen, ursprünglich das wendisch/slawische Wort für „briza“ (tschechisch: Birke) und könnte mit Birkendorf übersetzt werden. Obwohl auf Grund möglicher Interpretationen und Übersetzung nie ganz zweifelsfrei nachgewiesen werden konnte, dass Otto II. im Jahre 976 wirklich Priesen verschenkt hat, wird es doch mittlerweile als Tatsache angenommen.
Der in Priesen ansässige Martin Beyer beteiligte sich mit anderen Landwirten aus der Umgebung am Deutschen Bauernkrieg.

## Kirche zu Priesen

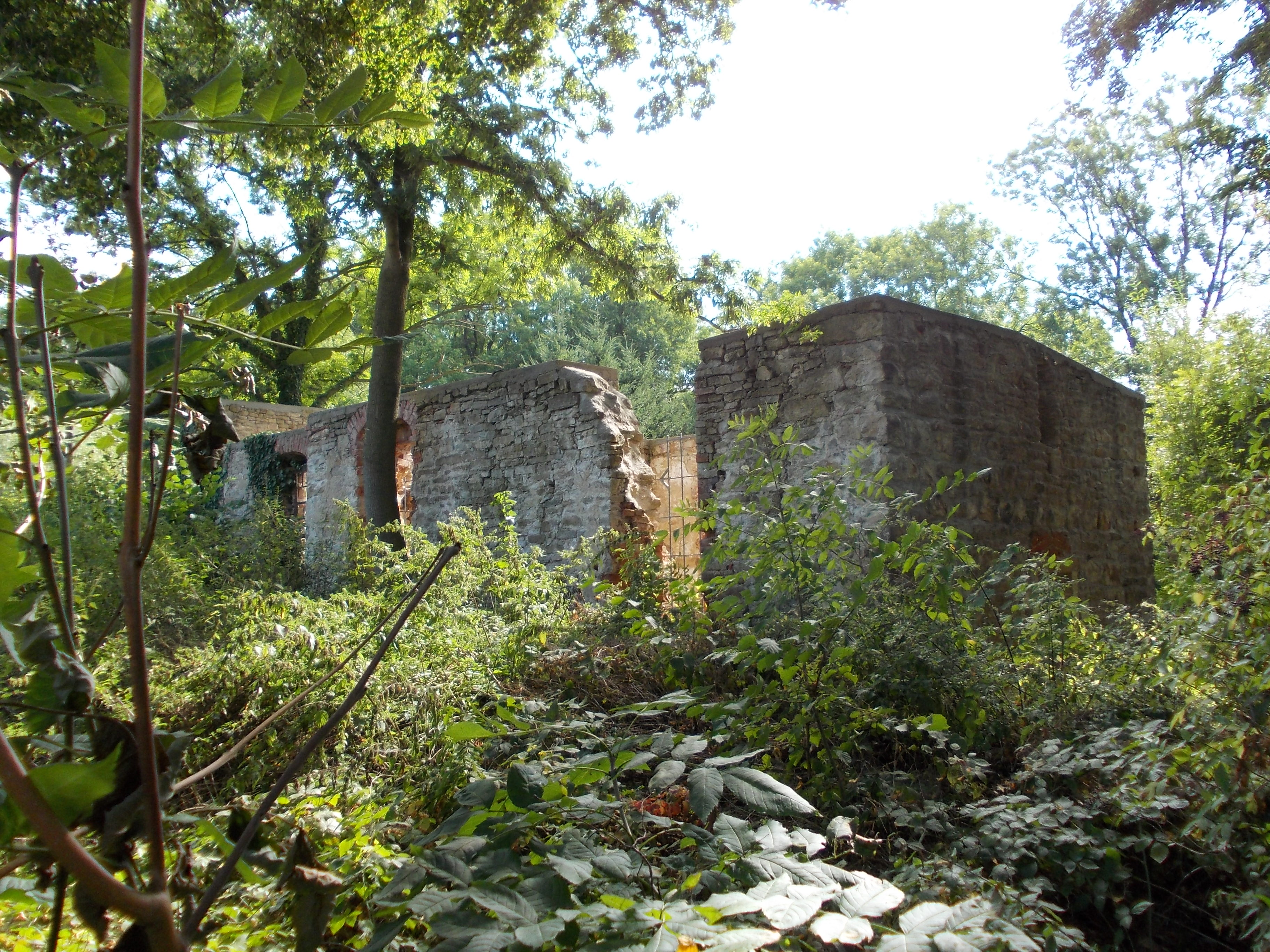
Kirche (2012)

Über den Zeitpunkt der Errichtung der Kirche ist nichts genaues bekannt. Wahrscheinlich stammt sie aus dem 14. bis 15. Jahrhundert, wäre demnach spätgotischen Ursprungs. Im Laufe der Jahrhunderte erfuhr die Kirche zu Priesen mehrere bauliche Veränderungen. Der letzte große Umbau erfolgte Anfang des 18. Jahrhunderts zu einer Saalkirche im barocken Stil. Außerdem sollen  im Jahre 1781 die ursprüngliche Tür und einige kleinere Fenster zugemauert und eine neue Tür und fünf neue Fenster ausgebrochen worden sein. Die beiden Linden am Eingang wurden 1817 gepflanzt.
Vermutlich zu Beginn des 16. Jahrhunderts entstand der Schnitzaltar der Kirche zu Priesen, welcher wahrscheinlich nach der Reformation vom Altar weg an die nördliche Wand versetzt worden war. Seither befand sich über dem Altartisch eine einfache Lutherkanzel. Im Hauptteil des Schreins, dessen Seitenflügel bemalt sind, befinden sich drei große, vergoldete, geschnitzte Heiligenfiguren. Die mittlere stellt einen Bischof, die linke eine weibliche Heilige dar. Beide sind ohne Attribute und können daher nicht näher bestimmt werden. Die rechte Figur zeigt den heiligen Christophorus mit dem Jesuskind auf der Schulter, das er durch den Fluss trägt. Vermutet werden kann, dass die Kirche einst unter der Schutzherrschaft dieses Heiligen stand.
Zu Beginn der 1970er Jahre befand sich die Kirche in einem so schlechten baulichen Zustand, dass der Altar heraus genommen wurde. Er wurde in den kirchlichen Kunstwerkstätten Erfurt restauriert und steht seit 1976 als Leihgabe der Kirchengemeinde Meineweh in der Kirche zu Monstab in Thüringen.
Die Priesener Kirche besaß ehemals einen achteckigen Dachturm mit Schieferhaube. Dieser beherbergte zwei Glocken von 65 cm und 52 cm Durchmesser. Sie wurden 1849 von R. F. Ulrich in Apolda gegossen. Beide wurden 1917, während des Ersten Weltkrieges, zu militärischen Zwecken eingeschmolzen. Drei Männer aus dem Ort fielen im Ersten Weltkrieg. Ihnen zu Ehren wurde am ersten März 1931 in der Kirche eine Gedenktafel geweiht, welche die Namen der Gefallenen trug.
Am gleichen Tag  wurde auch eine neue Kirchenglocke geweiht, die von der Firma Schilling & Söhne in Apolda gegossen wurde. Der Turm verfiel seit Anfang der 1970er Jahre. Um die Glocke zu retten, wurde sie aus dem einsturzgefährdeten Glockenstuhl ausgebaut und bezog ihr neues Domizil in der Kirche zu Meineweh.  Die unter dem Turm eingebaute spielbare Orgel, welche 1858 aus einem alten Werk zusammengesetzt und 1931 noch einmal erneuert worden war, lief Gefahr, beschädigt zu werden. 
Im August 1997 stürzte der Kirchturm schließlich um, im Jahr darauf fiel das Kirchenschiff in sich zusammen. Heute ist die Priesener Kirche nur noch eine Ruine.